# Psychiatrisch Centrum Suriname
Het Psychiatrisch Centrum Suriname (PCS), ook wel het Psychiatrisch Ziekenhuis Suriname genoemd, is een instelling in Paramaribo, Suriname, die zich richt op mensen met psychische of psychiatrische problemen. Het PCS valt onder het ministerie van Sociale Zaken en Volkshuisvesting.
Het centrum heeft vestigingen in meerdere plaatsen in Suriname. Een onderdeel van het PCS is de Detoxificatie Kliniek voor de ambulante behandeling van alcohol- en drugsverslaafden. In september 2020 werd een nieuwe zorgafdeling in het PCS geopend.

## Geschiedenis
Op de grond, waar de instelling in 1895 werd geopend, stond eerder de plantage Wolfenbüttel. De kliniek heette in de beginjaren het Krankzinnigengesticht. In 1953 werd de naam veranderd in 's Lands Psychiatrische Inrichting (LPI) en in 2000 in Psychiatrisch Centrum Suriname.
In 2013 ondervond het personeel last van agressie van opgenomen patiënten. In juli van dat jaar werd door de vakbond een staking gehouden om hier aandacht voor te vragen. De aanleiding vormde een cliënt die een verpleegkundige met een mes had aangevallen. Een andere verpleegkundige die te hulp schoot, deelde de patiënt rake klappen uit en kreeg later strafmaatregelen door de directie opgelegd.

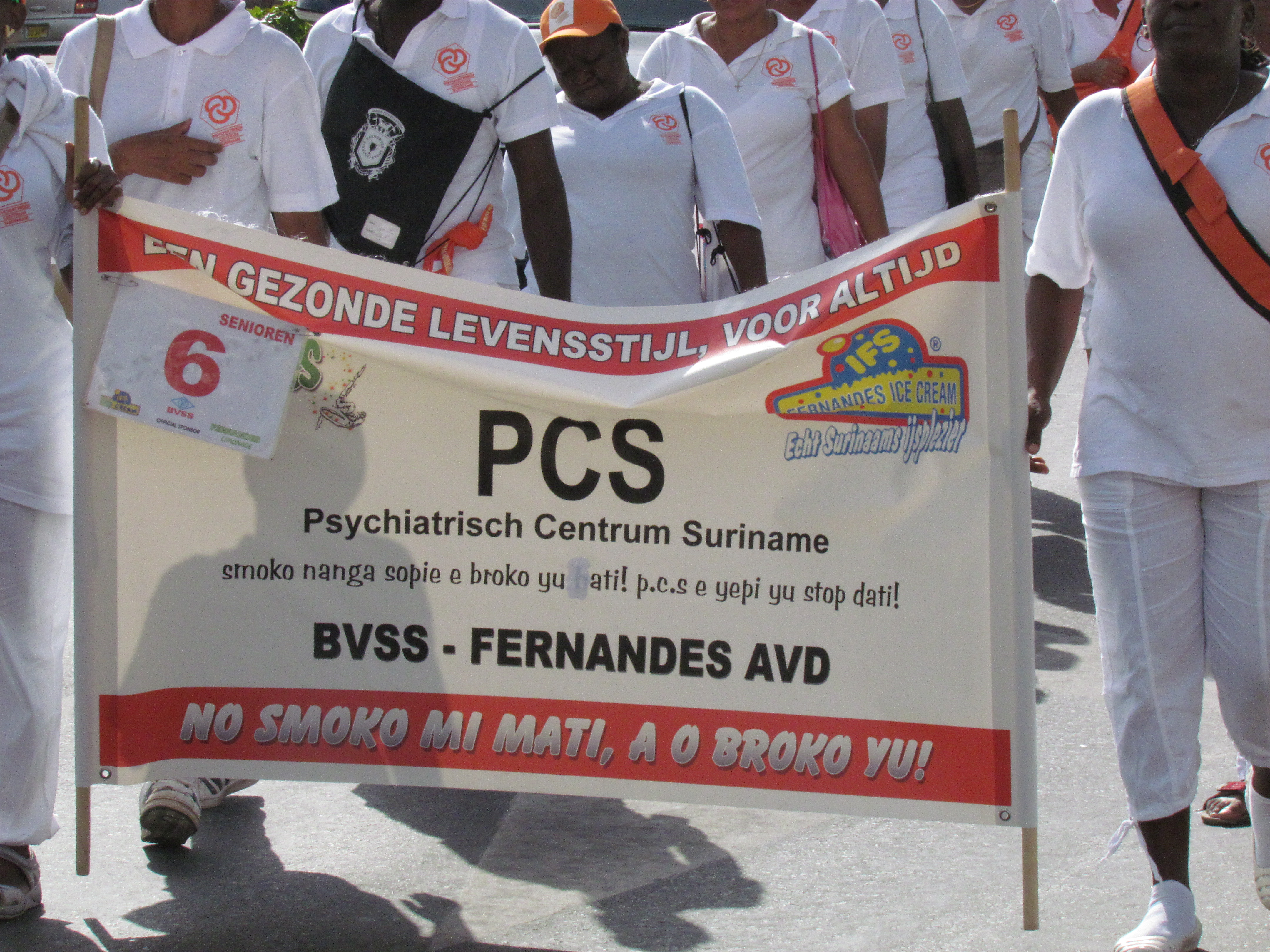
personeel tijdens de Avondvierdaagse, 2013